# Осенники (Підляське воєводство)
Осенники (пол. Osienniki) — село в Польщі, у гміні Пласька Августівського повіту Підляського воєводства.
У 1975-1998 роках село належало до Сувальського воєводства.